# Chomelia tristis
Chomelia tristis är en måreväxtart som beskrevs av Johannes Müller Argoviensis. Chomelia tristis ingår i släktet Chomelia och familjen måreväxter. Inga underarter finns listade i Catalogue of Life.